# Boreomysis longispina
Boreomysis longispina är en kräftdjursart som beskrevs av Yakov Avadievich Birstein och Tchindonova 1958. Boreomysis longispina ingår i släktet Boreomysis och familjen Mysidae. Inga underarter finns listade i Catalogue of Life.